# 토도 유리카
토도 유리카(일본어: 藤堂 ユリカ)/유리는 아케이드 게임, 텔레비전 애니메이션 《아이 엠 스타!》의 등장인물.

## 소개
- 학년 - 고등부 2학년
- 생일 - 12월 26일
- 별자리 - 염소자리
- 혈액형 - AB형
- 좋아하는 음식 - 마늘 라면, 규동 및 토마토 주스 먹는다
- 싫어하는 음식 - 고급 멜론 같은 비싼 음식
- 특기 - 연기
- 키 - 158cm
- 이미지 컬러 -      녹색
- 타입 - 쿨
- 좋아하는 브랜드 - 로리 고딕
- 소속 그룹 - 트라이스타, AIKATSU☆STARS!

## 개요
오토메와 같은 반 친구로 그 검은 양산을 소중히 간직하고 있지만 순정 만화 흡혈귀의 연인/드라큘라의 연인이라는 만화책을 좋아한다.

## 상세
양갈래 머리를 풀면 내성적이고 순수한 성격의 미소녀. 
후배 스미레/리라를 인정하고 로리 고딕의 프리미엄 레어 드레스를 양보한다. 미즈키, 이치고, 아오이,  란, 오토메, 카에데, 그리고 사쿠라와 단짝친구. 현재는 그룹과 솔로가수를 병행하고 있다.

## 참여곡
유리인형
영원의 등불